# Passage 〜Best Collection〜
『Passage 〜Best Collection〜』（パッセージ ベストコレクション）は、2000年3月23日にソニー・ミュージックレコーズから発売された知念里奈初のベスト・アルバム。

## 解説
シングル曲11曲、C/W1曲、新曲1曲収録。歌手デビューから3年半で発売した初ベスト・アルバム。初回限定盤はゴールド・ジャケット仕様。MD同時発売。

## 収録曲
1. DO-DO FOR ME
  - 作詞　前田たかひろ　作曲・編曲　久保こーじ
  - デビュー曲。
2. precious・delicious
  - 作詞　前田たかひろ　作曲・編曲　久保こーじ
  - 2ndシングル。
  - ハウス食品「フルーツインゼリー」CMソング（本人出演）。
  - 第39回日本レコード大賞最優秀新人賞を受賞。
3. PINCH 〜Love Me Deeper〜
  - 作詞　朝水彼方　作曲　Mike Egizi/Joey Carbone　編曲:松井寛
  - 3rdシングル。
4. Break out Emotion
  - 作詞　飯塚麻純　作曲・編曲　上野圭市
  - 4thシングル。
5. Wing
  - 作詞　森浩美　作曲・編曲　葉山拓亮
  - 5thシングル。
  - 資生堂「ティセラ フローズンブルー」CMソング。
6. Be yourself
  - 作詞　森浩美　作曲・編曲　葉山拓亮
  - 6thシングル。
  - ブルボン「プチ」CMソング。
7. YES
  - 作詞・作曲・編曲　T2ya
  - 7thシングル。
8. GOD BLESS THE WORLD
  - 作詞　田中花乃　作曲　HIM　編曲　河辺健宏
  - 8thシングル。
  - ポーラデイリーコスメ「セルディ ロイヤルゼリーシャンプー」CFソング。
9. Be proud
  - 作詞　海老根祐子　作曲・編曲　T2ya
  - 9thシングル。
10. IN YOUR EYES
  - 作詞　阿久津健太郎　作曲・編曲　葉山拓亮
  - 10thシングル。ポーラデイリーコスメ「セルディ ボディエステ」CFソング。
11. Baby Love
  - 作詞　知念里奈・中沢晶・織田哲郎　作曲・編曲　織田哲郎　Additional arrangememnt　DJ TAKE
  - 11thシングル。
12. My wish （Acoustic Version）
  - 作詞・作曲　T2ya　編曲　T2ya・河辺健宏
  - 5thシングルのカップリング曲の新バージョン。
13. again
  - 作詞・作曲　T2ya　編曲　T2ya・河辺健宏
  - 新曲。